# Ojos de papel volando
Ojos de papel volando es una novela del escritor, crítico literario y profesor vasco, exiliado en México y Estados Unidos Carlos Blanco Aguinaga, escrita en 1980, cuya primera edición fue publicada en 1984. Se trata de los años en los que el escritor impartió docencia en la Universidad del País Vasco. El título procede de una canción de un grupo de mariachis, "El Son de la Negra", que escucha en un taxi; posteriormente piensa que en realidad debería de decir "hojas de papel volando".
El libro es la primera obra de ficción que publicó Blanco Aguinaga, utilizando como esquema el característico de las novelas detectivescas, con un claro trasfondo político en el que se reflejan las preocupaciones al respecto del autor. 

## Argumento
El protagonista es un detective privado llamado Sánchez, más adelante sabremos que se llama Tomás pero que no le gusta. Sánchez, como es habitual en el género, es un gran bebedor, fumador empedernido, a quien la suerte no parece acompañarle. Con su secretaria Lola tiene una oficina en el centro de Madrid donde no abundan los casos para resolver. Un día aparece una mujer, Gloria, de origen cubano, casada con Fernando Suárez, un conocido hombre de negocios de pasado franquista, y le encarga que investigue a su marido quien en esos momentos se encuentra en París. Al día siguiente Sánchez conoce la noticia de que Suárez ha aparecido muerto en un hotel de París. A partir de ese momento la trama se complica en torno a una serie de turbias operaciones económicas cuyo objetivo era arrebatar apropiarse de una gran fortuna con el objetivo de a través de ella financiar las operaciones contra el régimen de Fidel Castro. La narración se sitúa en el Madrid de comienzos de los años 80, durante un invierno lluvioso y frío.

## Otros personajes
- Gloria Larramendi, esposa de Suárez.
- Lola, secretaria de Sánchez.
- Silvia Gómez, madre de Gloria.
- Teresa Gámez, secretaria y amante de Suárez

## Un detective no americano
A lo largo de la obra se subraya el hecho de que Sánchez no se corresponde con el tipo de detective americano al que las cosas les sale medianamente bien y que tienen toda una red de colaboradores que les proporciona información y ayuda. Sánchez no va a tener esa ayuda a pesar de conocer a varios periodistas, Aurelio y Otero, que tratan de proporcionarle algunas pistas sobre el tema. En buena medida, la novela es una crítica de la novela policíaca, de acuerdo con el comentario de la contraportada del libro, "se juega a desmontar algunos de los mecanismos de la novela policíaca a la americana". Esa misma reflexión se recogerá en el pensamiento de Sánchez a lo largo de la historia.

## Estructura
La novela, contada en primera persona excepto el último capítulo, se organiza de manera lineal de acuerdo con los acontecimientos pero, a menudo, esta linealidad se rompe con las ensoñaciones del protagonista que se ve asimismo en un diálogo continuado con un detective irlandés que vive en Estados Unidos, O´Leary, con quien mantiene una imaginada larga juerga nocturna de wiski y música; en las conversaciones con el irlandés es frecuente que Sánchez logre hilvanar los hechos que está investigando. Al final de la novela, en su último capítulo, "Cosas en las que Sánchez debería de haber pensado", el autor repasa los errores cometidos por el detective, errores que, perseguido por varios matones, le han llevado a la muerte.

## Contenido político
- Hay una crítica a la situación social española durante los años de la transición, la vida de las clases bajas y medias.
- Se reitera la preocupación del autor por la omnipresencia de la CIA en todas partes.
- No disimula su preocupación por el asedio que sufre la Revolución cubana, sobre todo desde Miami.
- Tampoco oculta su preocupación por la influencia que tiene el poder económico sobre la situación política internacional.

## Polémica
Existen varias obras posteriores que comparten este mismo título, lo que en alguna ocasión ha llegado hasta los tribunales. En concreto:
- María Luisa Mendoza, Editorial Joaquín Mortiz, México, 1985.[1]
- Carlos Contreras de Oteyza, Editorial CNCA/CND, Jalisco, 1999.[2]

## Edición española
- 8425316715, Colección "Narrativa 80", Grijalbo. Rústica, 1984.